# Bergouey
Bergouey é uma comuna francesa na região administrativa da Nova Aquitânia, no departamento de Landes. Estende-se por uma área de 4,39 km². Em 2010 a comuna tinha 105 habitantes (densidade: 23,9 hab./km²).